# Relations entre la Croatie et la Slovénie
Les relations entre la Croatie et la Slovénie sont établies en 1992 peu de temps après leurs indépendances respectives. La Croatie a une ambassade à Ljubljana et deux consulats honoraires à Maribor et Koper tandis que la Slovénie a une ambassade à Zagreb et un consulat honoraire à Split.
Les deux pays partagent une frontière commune longue de 670 kilomètres. Si les relations bilatérales sont globalement amicales, elles ont fait l'objet de différends frontaliers,. Les relations entre les deux Etats sont notamment tendues depuis le refus de la Croatie de reconnaître le jugement d'un tribunal arbitral de juin 2017 ayant accordé les deux tiers du golfe de Piran à la Slovénie. Ce différend territorial empoisonne les relations entre autorités croates et slovènes depuis l'éclatement de la Yougoslavie en 1991.
En 2015, la Slovénie met en place une clôture de 200 km sur une partie de sa frontière avec la Croatie. En juin 2022, la Slovénie annonce le démantèlement de cette clôture, après un changement de majorité gouvernementale.